# Eötvöseffekten
Eötvöseffekten kallas den ändring i upplevd tyngdkraft som uppstår när man reser österut eller västerut. Effekten beror på att betraktaren inte längre roterar runt jordaxeln med samma hastighet som ett (gentemot jordytan) stillastående objekt utan snabbare (vid färd österut) eller långsammare (vid färd västerut).
I början av 1900-talet utförde fysiker från geodesiska institutet i Potsdam gravitationsmätningar ombord på skepp som rörde sig i Atlanten, Indiska oceanen och Stilla havet, och när Loránd Eötvös granskade resultaten upptäckte han tecken på en tyngdkraftseffekt. År 1908 genomfördes nya mätningar på skepp som åkte österut respektive västerut på Svarta havet, och sedan ställdes följande formel upp.
{\displaystyle a_{r}=2\Omega u\cos \phi +{\frac {u^{2}+v^{2}}{R}}.}
{\displaystyle \Omega } står för jordens rotationshastighet
{\displaystyle u} är den öst-västliga rörelsehastigheten
{\displaystyle \phi } är den breddgrad där mätningen gjorts
{\displaystyle v} är den nord-sydliga rörelsehastigheten
{\displaystyle R} är jordradien
Formelns första term, 2Ωu cos(φ), motsvarar Eötvöseffekten och formelns andra term är en justering som i de flesta sammanhang är mycket mindre än Eötvöseffekten.